# Darren Bazeley
Darren Shaun Bazeley (Northampton, 5 de outubro de 1972) é um treinador de futebol e ex-futebolista inglês que atuava como lateral-direito. Atualmente comanda a Seleção Neozelandesa.

## Carreira de jogadr
Como jogador, Bazeley foi revelado pelo Watford em 1986 e fez sua estreia profissional em novembro de 1990, entrando com substituto na partida contra o Hull City. Seguiu na base dos Hornets até 1991, quando foi integrado em definitivo ao elenco principal. Foi no Watford que ele atuou por mais tempo: foram 283 jogos até 1999, com 21 gols marcados, tendo vencido a terceira divisão inglesa em 1997–98.
Defendeu também Wolverhampton Wanderers e Walsall antes de encerrar a carreira na Nova Zelândia, onde jogou por New Zealand Knights (extinto em 2007) e Waitakere United.

## Carreira internacional
O único jogo internacional de Bazeley foi pela seleção Sub-21 da Inglaterra, tendo atuado por 20 minutos no empate por 2 a 2 com a Hungria, em 1992.[carece de fontes?]

## Carreira de treinador
Portador da Licença A de treinador da UEFA, Bazeley continuou no Waitakere United como técnico das categorias de base até 2009. Foi também auxiliar-técnico de Neil Emblen (com quem atuou no Wolverhampton e no Walsall) até 2012, estreando como técnico principal um ano depois, no Wanderers SC. Exerceria novamente a função de auxiliar no Colorado Rapids e no Newcastle Jets entre 2018 e 2020.
Na Seleção Neozelandesa, foi técnico das seleções Sub-17, Sub-20, Sub-23 (em paralelo com a equipe principal, também foi auxiliar-técnico em ambas), além de ter sido diretor-técnico dos All Whites entre 2022 e 2023.

## Vida pessoal
Em 2015, Bazeley obteve a cidadania neozelandesa, mantendo sua cidadania britânica.

## Títulos

### Como jogador
Watford
- Football League Third Division: 1997–98

Waitakere United
- Campeonato Neozelandês: 2006–07 (Premiership), 2007–08 (Championship)
- Liga dos Campeões da OFC: 2007, 2007–08

### Como treinador
Nova Zelândia Sub-20
- Campeonato Sub-20 da OFC: 2016

Nova Zelândia
- Copa das Nações da OFC: 2024